# フィリポ
フィリポは新約聖書に登場するイエスの弟子、十二使徒の一人。文語訳聖書、口語訳聖書、新改訳聖書の表記ではピリポ。日本ハリストス正教会での表記はフィリップ。伝統的教会すべてにおいて聖人とされる。『使徒行伝』に登場する福音宣教者フィリポとは別人。
フィリポという名前はギリシア語の男性名で、ユダヤ人としての名は別にあったと想定される。なおフィリポ、ピリポという表記は「馬を愛する者」を意味するピリッポス（フィリッポス）の、日本語聖書翻訳の新共同訳聖書における、格変化語尾をはずして名詞幹のみにした慣用表記である。
フィリポは四福音書の十二使徒のリストすべてに登場するが、その記事はあまり多くなく、『ヨハネによる福音書』に集中している。それによればフィリポはベトサイダの出身で、イエスに直接招かれて弟子になる。フィリポは知り合いのナタナエルにイエスを紹介し、ナタナエルも弟子になった。また、「ギリシャ人」（これはギリシア語を話すユダヤ人である可能性もある）がイエスに会いにきたときには、まずフィリポに仲介を頼んでいる。

## 崇敬
西方教会における記念日はもともと5月1日であり、聖公会・ルーテル教会においては現在もその日に記念されている。ローマ・カトリック教会においては1955年から5月11日に、さらに1969年から5月3日に移動されて現在に至っている。
正教会においては、11月14日（ユリウス暦をもちいる場合。グレゴリオ暦11月27日に相当）フィリップ（フィリポ）の祭日をもって、降誕祭前の斎の開始とし、これを「フィリップの斎」と呼ぶ。